# جوليان أنتومارشي
جوليان أنتومارشي (بالفرنسية: Julien Antomarchi) (و. 1984  م) هو راكب دراجة هوائية فرنسي، ولد في مارسيليا، مركز لعبه هو ثاقب ‏.

## سجل الفوز

### سباقات أو مراحل فاز بها
| التاريخ        | السباق                                         | المركز                      |
| -------------- | ---------------------------------------------- | --------------------------- |
| 01 مايو 2008   | طواف دي بريتاجن 2008                           |                             |
| 30 يناير 2011  | سباق جائزة لا مارسيليس الكبرى 2011             | التاسع في التصنيف العام     |
| 20 فبراير 2011 | طواف هوت فار 2011                              |                             |
| 12 أبريل 2011  | باريس-كاممبير 2011                             | الثالث في التصنيف العام     |
| 25 يوليو 2011  | برويبا فيلافرانسا دي أورديزيا 2011             | الثامن في التصنيف العام     |
| 09 أبريل 2013  | باريس-كاممبير 2013                             | الرابع في التصنيف العام     |
| 21 أبريل 2013  | Mzansi Tour 2013                               |                             |
| 25 يوليو 2014  | برويبا فيلافرانسا دي أورديزيا 2014             | المرتبة 11 في التصنيف العام |
| 28 أكتوبر 2014 | طواف هاينان 2014                               |                             |
| 18 أبريل 2015  | طواف فينيستير 2015                             | الخامس في التصنيف العام     |
| 10 مايو 2015   | أربعة أيام من دونكيرك 2015                     | الأول في تصنيف الجبال       |
| 21 يونيو 2015  | 2015 Tour des Pays de Savoie                   |                             |
| 08 يوليو 2018  | 2018 Grand Prix de la ville de Nogent-sur-Oise |                             |

## روابط خارجية
- جوليان أنتومارشي على موقع الاتحاد الدولي للدراجات (الإنجليزية)
- جوليان أنتومارشي على موقع أرشيف الدراجات (الإنجليزية)
- جوليان أنتومارشي على موقع إحصائيات الدراجات الإحترافية (الإنجليزية)
- جوليان أنتومارشي على موقع نسبة الدراجات (الإنجليزية)